# Шкляр Ігор Володимирович
І́гор Володи́мирович Шкля́р (13 вересня 1986, смт Короп, Чернігівська область — 25 серпня 2014, м. Київ — солдат 41-го батальйону територіальної оборони «Чернігів-2» Збройних сил України, учасник російсько-української війни.

## Короткий життєпис
Народився 1986 року в смт Короп Чернігівської області. В 2004 році закінчив Коропську загальноосвітню школу ім. Т. Г. Шевченка. Після школи служив у лавах ЗСУ, стрілець, помічник гранатометника. Працював у Коропі на різних роботах, остання робота — станція технічного обслуговування.
18 березня 2014 року мобілізований Коропським районним військоматом. Служив у 41-му батальйоні територіальної оборони «Чернігів-2». Служив спочатку при штабі у Борові на Харківщині, потім під Артемівськом. Коли Ігореві дали 10-денну відпустку, додому не поїхав — відремонтував МТЛБ. З червня 2014 року перебував у зоні проведення Антитерористичної операції на сході України. Служив в Шахтарському районі Донецької області.
17 серпня 2014-го зазнав важких поранень у боях під Дебальцевим. Понад тиждень лікувався у харківському та київському шпиталях, врятувати його життя лікарям не вдалося — помер в комі.
Похований у смт Короп 27 серпня 2014 року з військовими почестями. Без сина лишились батьки Надія Миколаївна і Володимир Валентинович та сестра. 26 і 27 серпня 2014 року в Коропському районі оголошені днями жалоби.

## Нагороди та вшанування
За особисту мужність і героїзм, виявлені у захисті державного суверенітету та територіальної цілісності України, вірність військовій присязі під час російсько-української війни, відзначений — нагороджений
- 4 червня 2015 року — орденом «За мужність» III ступеня (посмертно).
- На будівлі Коропської школи ім. Т. Г. Шевченка 5 грудня 2014 року відкрито пам'ятну дошку[1].
- 26 березня 2015 року вулицю та провулок в Коропі названо на честь Ігоря Шкляра[2].
- Його портрет розміщений на меморіалі «Стіна пам'яті полеглих за Україну» у Києві: секція 3, ряд 1, місце 17
- Вшановується 25 серпня на щоденному ранковому церемоніалі вшанування українських захисників, які загинули цього дня у різні роки внаслідок російської збройної агресії[3]